# Apo Lazaridès
Apo Lazaridès (Marles-les-Mines, Pas de Calais, 16 d'octubre de 1925 - Niça, 30 d'octubre de 1998) va ser un ciclista francès, tot i que d'origen grec (es va nacionalitzar l'agost de 1929). El seu veritable nom era Jean-Apôtre. Va ser professional entre 1946 i 1955.
De poca alçada, 1,63 metres, Apo Lazaridès va ser, sobretot, un escalador molt popular. Els seus principals èxits foren un segon lloc al Campionat del Món de ciclisme de 1948, una victòria a la Polymultipliée el 1949 i un segon lloc al Critèrium del Dauphiné Libéré de 1950.
El seu germà Lucien també fou ciclista professional.

## Palmarès
- 1946
  - 1r de la Mónaco-París
- 1948
  - 2n al Campionat del Món de ciclisme
  - 1r de la cursa de la cota de Sainte-Beaume
- 1949
  - 1r de la Polymultipliée
  - 1r a Quillan

### Resultats al Tour de França
- 1947. 10è de la classificació general
- 1948. 21è de la classificació general
- 1949. 9è de la classificació general
- 1950. 28è de la classificació general
- 1951. Abandona (22a etapa)
- 1954. 13è de la classificació general
- 1955. 39è de la classificació general

### Resultats al Giro d'Itàlia
- 1950. 34è de la classificació general